# HDWiki
HDWiki — вікі-рушій, розроблений китайською онлайн-енциклопедією Hudong. За даними компанії він використовується на понад 40000 сайтів (переважно китайських). 

## Ліцензування і розвиток
Код для HDWiki безкоштовний для кожного, з можливістю завантаження без реєстрації.
HDWiki є безкоштовною платформою для некомерційного використання.
Комерційне використання вимагає спеціальної ліцензійної угоди з Hudong.